# Tatari (Tallinn)
Tatari est un quartier du district de Kesklinn à Tallinn en Estonie.

## Géographie
En 2019, compte 2 440 habitants.
Le quartier a une superficie de 0,22 km2.
Ses quartiers limitrophes sont Tõnismäe, Südalinna, Sibulaküla, Uus Maailm et Veerenni.
Les frontières du quartier sont Estonia puiestee, Kentmanni tänav, Liivalaia tänav et Pärnu maantee.
Les rues du quartier sont Peeter Süda tänav, Allika tänav, Lätte tänav, Ahju tänav, Kentmanni põik, Liivalaia tänav, Rävala puiestee, Sakala tänav, Tatari tänav, Estonia puiestee et Pärnu maantee.

## Population
| 2008  | 2010  | 2011  | 2012  | 2013  | 2014  |
| ----- | ----- | ----- | ----- | ----- | ----- |
| 1 738 | 1 781 | 1 851 | 1 939 | 1 968 | 2 098 |

| 2015  | 2016  | 2017  | 2018  | 2019  | 2020  |
| ----- | ----- | ----- | ----- | ----- | ----- |
| 2 178 | 2 350 | 2 449 | 2 586 | 2 440 | 2 508 |

| 2021  | 2022  | - | - | - | - |
| ----- | ----- | - | - | - | - |
| 2 614 | 2 674 | - | - | - | - |

## Lieux et monuments
- Tatari tänav 13, Académie estonienne de musique et de théâtre,
- Kentmanni tn 20 - Ambassade des États-Unis ;
- Tatari tn 20 - Ambassade de Moldavie ;
- Liivalaia tn 13 - Ambassade d'Espagne ;
- Pärnu mnt 15 – immeuble Kawe Plaza.
- Sakala tn 21 - Lycée privé Sakala[10];
- Liivalaia tn 23 - École de Sudlinn à Tallinn (et) ;
- Tatari tn 13 - Académie estonienne de musique et de théâtre ;
- Pärnu mnt 45 - Cinéma Kosmos (et)[11].

## Galerie

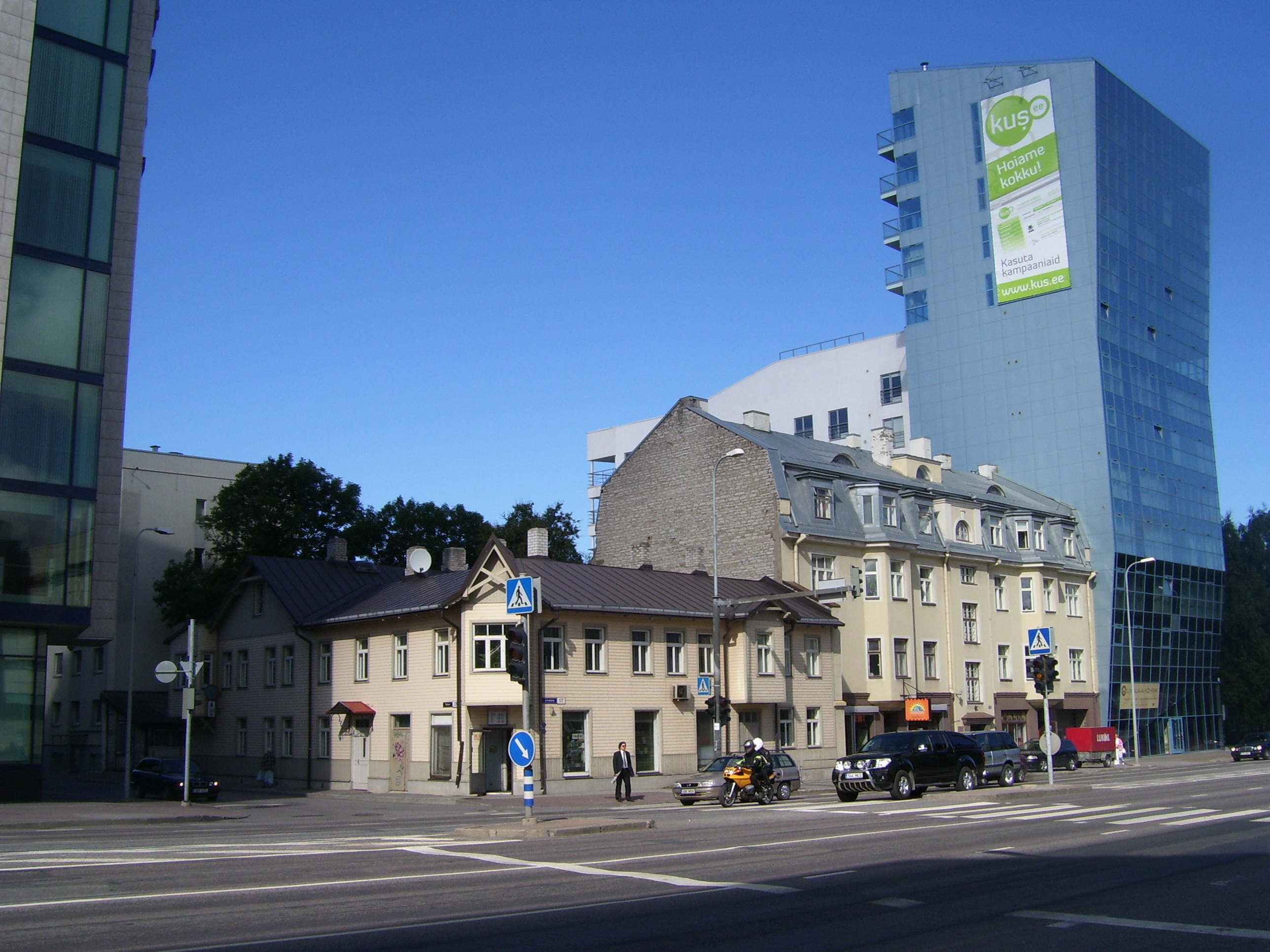
Croisement des rues Tatari et Liivalaia
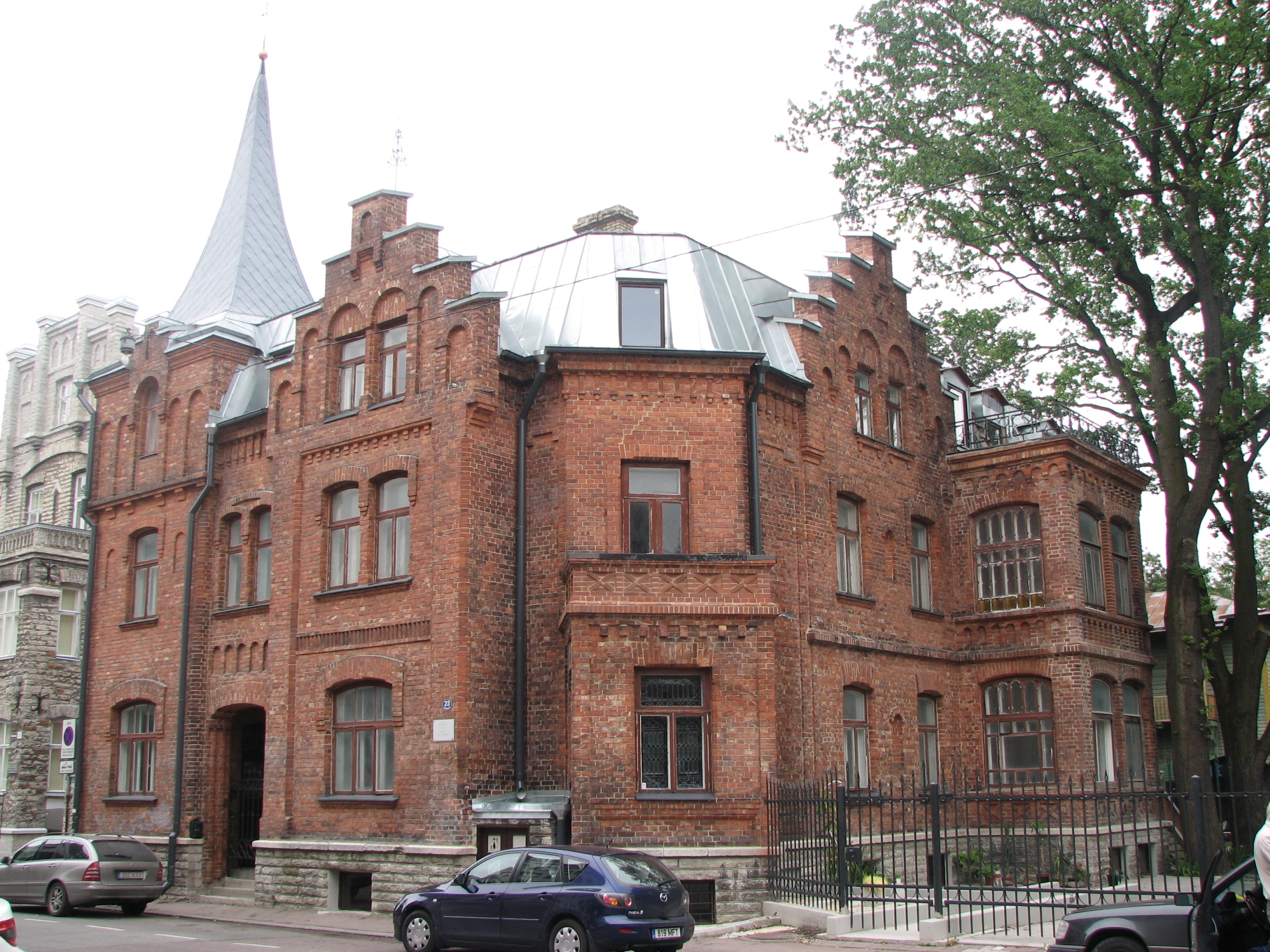
Sakala 23.
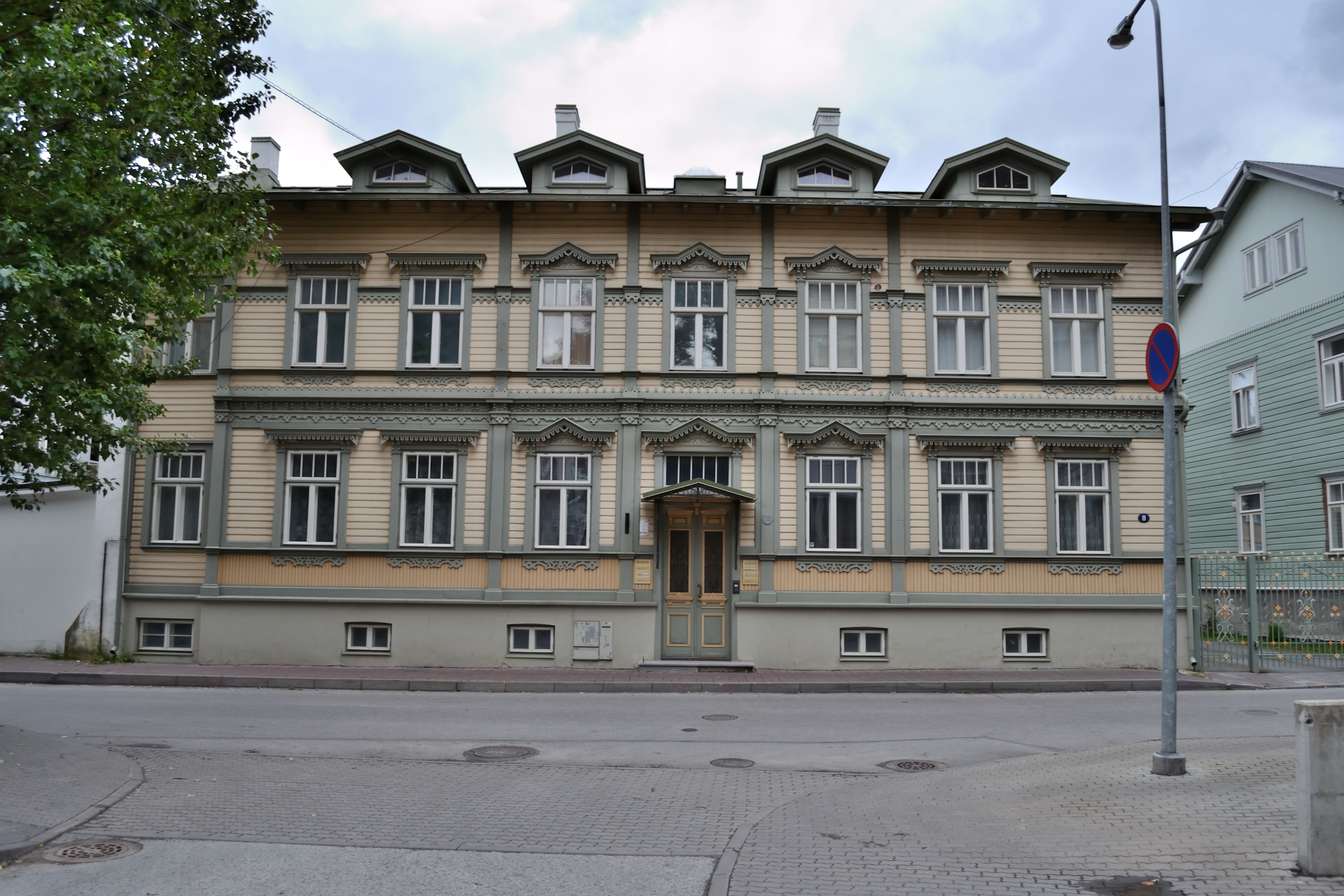
Allika 8.
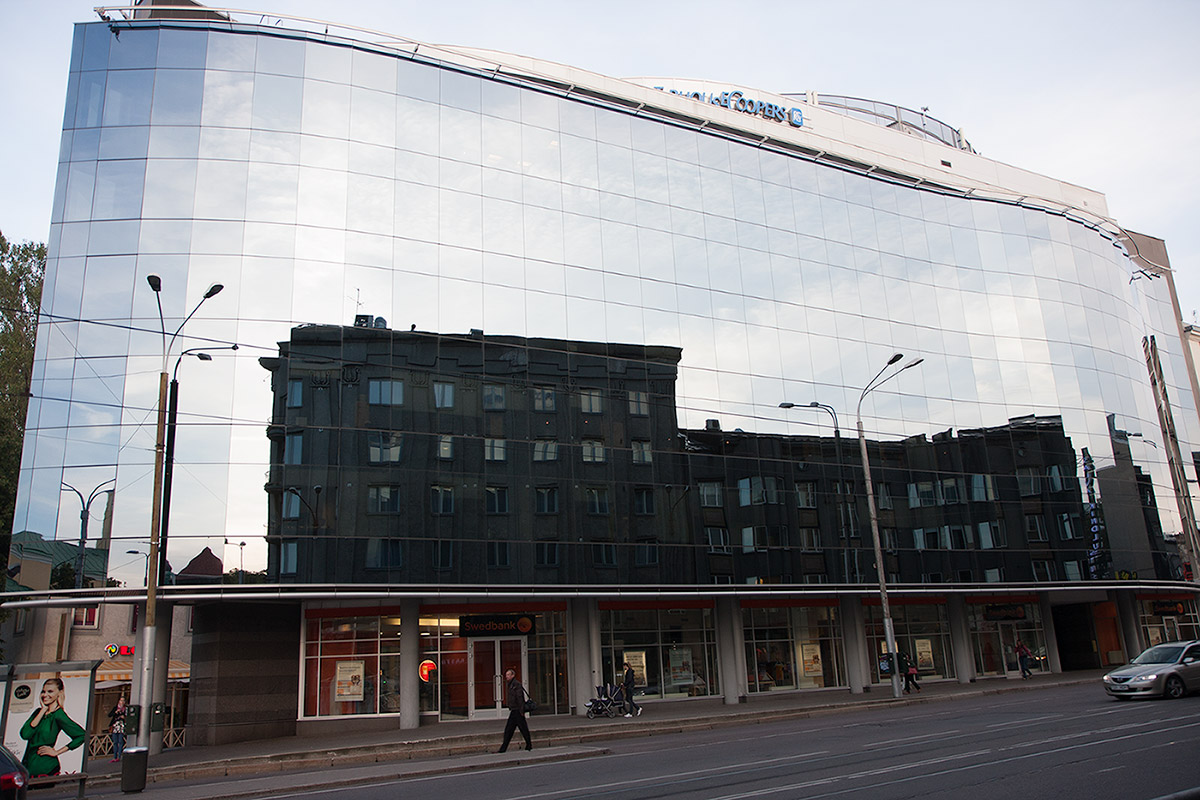
Kawe Plaza.
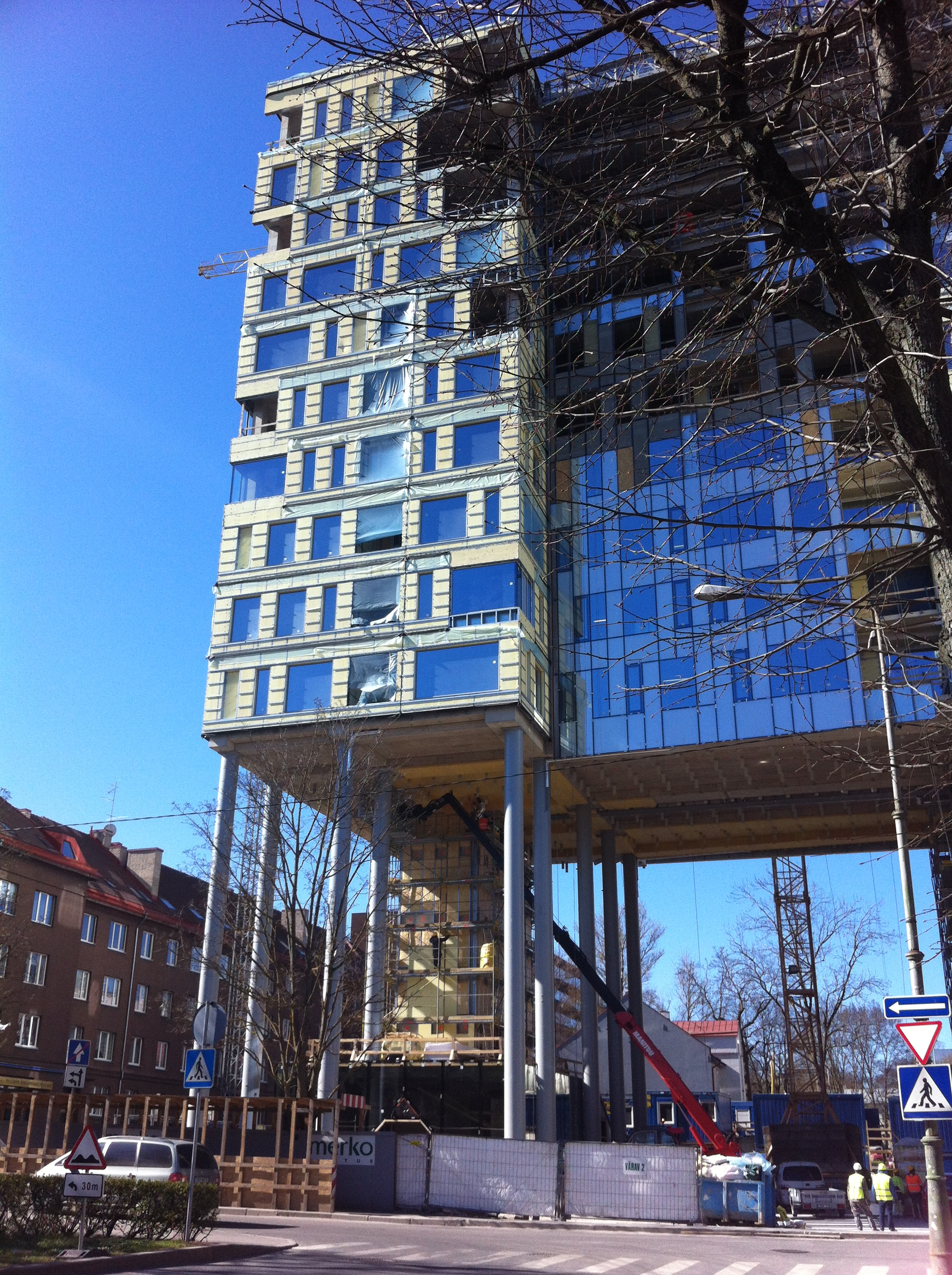